# Painkiller: Overdose
Painkiller: Overdose è un videogioco del genere sparatutto in prima persona sviluppato da Mindware Studios e pubblicato da DreamCatcher Interactive il 20 ottobre 2007
Inizialmente finanziato da DreamCatcher Interactive, quest'ultima ha successivamente messo a disposizione i propri tecnici per offrire supporto. Il gioco non è un vero e proprio sequel, tuttavia la storia si unisce in qualche maniera al gioco originale, lasciando spazio ad un seguito vero e proprio.

## Trama
Il giocatore veste il ruolo di Belial, un mezzo angelo, mezzo demone, guardiano del cancello celeste e infernale. è disprezzato da tutti, in quanto perversa unione del bene e del male. L'angelo Sammael e Lucifero in persona tendono una trappola a Belial, facendo divorare le sue ali angeliche dal mastino infernale Cerbero e imprigionandolo in una gabbia, sigillata dalla magia dello stesso Lucifero. Quando il protagonista del Painkiller originale, Daniel, sconfigge Lucifero, il lucchetto della gabbia di Belial si rompe, e il mezzo angelo e mezzo demone, finalmente libero dopo millenni, giura vendetta contro Cerbero e Sammael. Dopo aver ucciso Cerbero, Belial si scontra con Sammael e, una volta sconfitto, gli strappa le ali, in modo da distruggere la sua dignità di angelo. Dopo essersi vendicato, però, il protagonista sente che non è tutto finito, e si mette alla ricerca di colui che ha reso possibile la sua libertà.

## Caratteristiche
Nel gioco vi sono 6 nuove armi, 40 tipi diversi di mostri e 16 nuovi livelli.

### Armi
- Razor Cube — Un cubo metallico che si scompone in un gruppo di lame. Funziona esattamente come il Painkiller del gioco originale.
- BoneGun — Una versione modificata e migliorata del fucile, con un aspetto più scheletrico. Il fuoco primario spara frammenti di ossa mentre il fuoco secondario pietrifica il bersaglio.
- Crossbow — La balestra sostituisce la Stake-Gun originale, e rappresenta una versione migliorate della Boltgun di Battle Out Of Hell. Il fuoco primario spara tre dardi simultaneamente, mentre il fuoco secondario lancia alcuni teschi esplosivi.
- Rocket Launcher — Il lanciarazzi rimane quasi inalterato rispetto all'arma originale, con la differenza che il fuoco primario spara tre piccoli missili.
- Demon Head — La testa di demone è la prima arma in dotazione di Belial, staccata a uno dei guardiani della prigione in cui era recluso. La testa spara un raggio dagli occhi ed emette un urlo capace di uccidere diversi mostri per volta.
- Shadow Blade — Pugnale il cui fuoco primario produce tre teschi a ricerca, e che con il fuoco secondario può essere scagliato contro il bersaglio.
- Flintlock — Un fucile in stile western che utilizza scorie radioattive. Il fuoco primario spara colpi radioattivi mentre il secondario spara una scia di melma.
- Demon Eggs  — Le uova di demone sono essenzialmente simili a granate, capaci di incollarsi ai muri e ai nemici. Il fuoco primario lancia la granata, e se premuto di nuovo la fa esplodere. Il fuoco secondario serve a lanciare altre granate in sequenza dopo la prima, utile per creare trappole ed esplosioni più potenti.